# Stair House

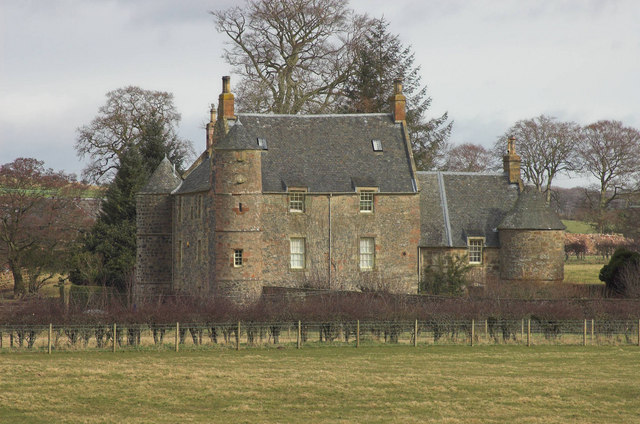
Stair House

Stair House ist ein Herrenhaus in der schottischen Ortschaft Stair in der Council Area East Ayrshire. 1971 wurde das Bauwerk in die schottischen Denkmallisten in der höchsten Denkmalkategorie A aufgenommen.
Stair House liegt in einer Flusswindung des River Ayr am Nordrand der kleinen Streusiedlung Stair. Drei runde Türme treten aus dem zwei- bis dreistöckigen Bruchsteinbau mit L-förmigem Grundriss hervor. Der obere Teil des Nordwestturms ist mit Einfluglöchern versehen, da er einst als Taubenturm diente.

## Geschichte
Die Keimzelle von Stair House bildete ein Tower House, welches im späten 16. oder frühen 17. Jahrhundert entstand. Es ist bis heute als Nordende des Westflügels (im Bild links zwischen den beiden Türmen) Bestandteil des Herrenhauses. Die wesentlichen Erweiterungen erfolgten wahrscheinlich im späten 17. Jahrhundert, eventuell im Jahre 1673, um einen Stammsitz für die Adelsfamilie Dalrymple of Stair zu schaffen. Mitte des 19. Jahrhunderts wurde der Besitz des Earl of Stair als teilweise ruinös beschrieben, während andere Gebäudeteile noch bewohnt waren. Stair House wurde später vollständig wiederhergestellt.